# Protéine plasmatique

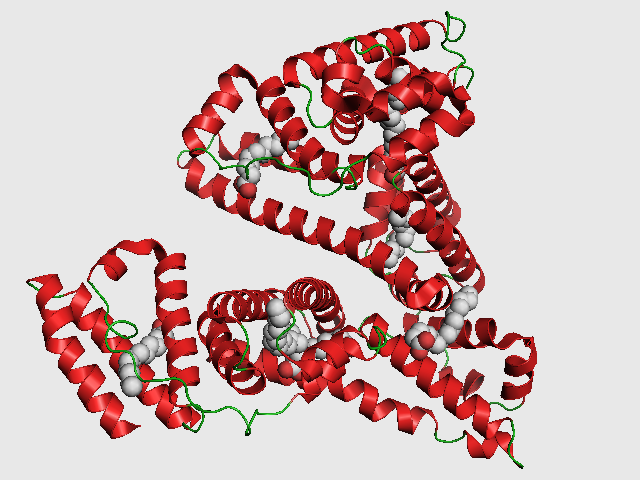
Structure de l'albumine sérique humaine (HSA) complexée avec 6 molécules d'acide palmitique (provenant de PDB 1E7H).

Les protéines plasmatiques sont les protéines contenues dans le plasma sanguin. Le plasma contiendrait près de trois mille protéines différentes.
Les protéines les plus représentées en proportion sont les suivantes :
- albumine : + de 50 % ;
- anticorps (= Immunoglobulines): 20 % (essentiellement des IgG) ;
- fibrinogène : 5 % ;
- alpha 1 antitrypsine : 4 % ;
- alpha 2 macroglobuline : 4 % ;
- transferrine : 3 % ;
- lipoprotéines (HDL et LDL) : 8 %.

Cependant même des protéines faiblement représentées en quantité peuvent avoir des fonctions essentielles pour l’organisme. On peut distinguer plusieurs grandes catégories de fonctions assumées par les protéines plasmatiques.

## Grandes fonctions des protéines plasmatiques

### Maintien de la pression oncotique des vaisseaux
Ces protéines contribuent au maintien de l’eau dans les vaisseaux. L’albumine, en tant que protéine majoritaire, est essentielle pour cette fonction. En cas d’hémorragie massive ou de brûlure majeure, la pression oncotique peut ainsi être rétablie par l’injection de concentrés d’albumine.

### Transport de molécules
L’albumine transporte de nombreuses molécules : hormones, acides gras, bilirubine, Ca2+, et contient des sites de fixation aux drogues. C'est pourquoi toute perturbation de l'albuminémie entraîne une erreur sur la mesure de la concentration de ces molécules.
La transferrine transporte le fer. 
La céruloplasmine fixe le cuivre.
Les lipoprotéines transportent les lipides.

### Défense immunitaire humorale
Les immunoglobulines sont sécrétées par les plasmocytes dans la moelle osseuse. Elles passent ensuite dans le sang.
Trois isotypes sont présents en quantités significatives dans le plasma : 
- les IgG : 75 % ;
- les IgA : 20 % ;
- les IgM : 5 %.

Les immunoglobulines se fixent aux agents pathogènes (virus, bactéries, parasites…)
Une fois fixées, elles vont permettre leur élimination de trois manières différentes :
- la lyse assistée par les anticorps : certaines cellules (Natural Killer notamment) possèdent des récepteurs aux immunoglobulines. Les immunoglobulines vont donc relier l’agent pathogène à une cellule chargée de le détruire. Le NK va relarguer des  substances toxiques qui vont perforer la membrane plasmique de sa cible ;
- l’opsonisation. Le principe est le même : l’anticorps relie un agent pathogène à une cellule. Mais cette fois-ci la cellule (macrophage par exemple) sera en mesure de phagocyter (absorber) le pathogène ;
- la lyse par le complément. Cette élimination fait intervenir un autre type de protéines plasmatiques : les protéines du complément. Le complément s’active spontanément en présence d’un organisme étranger. Les cellules du corps s’en protègent par des protéines inhibitrices. En absence d’inhibition, l’activation du complément finit par lyser les membranes des cellules ciblées. Le complément peut donc s’activer seul mais la présence d’anticorps fixés va avoir un rôle de potentialisation.

### Coagulation sanguine
Les protéines impliquées sont les facteurs de la coagulation. Ces facteurs sont synthétisés par le foie.
Les facteurs de la coagulation vont s'activer en une « cascade enzymatique » lors de la lésion du vaisseau sanguin. L'image de cascade est utilisée pour vulgariser le fait que les facteurs s'activent les uns après les autres. La conclusion de cette cascade est la formation du caillot de fibrine qui va permettre de stopper l'hémorragie.

## Fractionnement des protéines plasmatiques
De nombreux laboratoires ont développé une activité de fractionnement du plasma.
Le fractionnement consiste à purifier une ou plusieurs protéines du plasma, le premier objectif étant de compenser des déficits innés ou acquis. Il s'effectue par précipitations et par chromatographie, principalement chromatographie d'échange d'ions avec des colonnes de quelques cm à quelques dizaines de cm de diamètre et 20 à 50 cm de hauteur environ. Les billes de gel composant la phase solide chromatographique ont typiquement un diamètre de 50-100 microns. La purification d'une protéine comprend généralement trois étapes chromatographiques successives.
Les principales protéines fractionnées sont :

### Albumine
Elle est indiquée dans le choc hypovolémique (hémorragie grave) avec hypoalbuminémie. Elle est également utilisée chez le grand brûlé ou chez le cirrhotique (pour limiter l’ascite).

### Immunoglobulines polyvalentes (IgG)
Elles sont indiquées chez le déficitaire en immunoglobulines qui subirait des infections extrêmement graves sans la protection de ces anticorps. 
Elles sont également utilisées dans un grand nombre de pathologies auto-immunitaires. En effet, dans ces maladies, le système immunitaire est « déréglé » et s’attaque au corps. Les immunoglobulines issues de donneurs « sains » vont donc permettre de « rééquilibrer » le système immunitaire.

### Immunoglobulines spécifiques (IgG)
Immunoglobulines préparées à partir du plasma de donneurs fortement immunisés vis-à-vis d'un antigène particulier. Très souvent indiquées, jadis, pour la prévention d'infections virales (rubéole, varicelle-zona, hépatite B, rage...) ou la neutralisation de toxines bactériennes, leur usage s'est beaucoup restreint pour trois raisons, médicaments anti-viraux, préparations d'anticorps monoclonaux, vaccinations.
Restent essentiellement maintenant les immunoglobulines anti tétaniques (dont on ne devrait plus avoir l'usage, la vaccination anti-tétanique, d'une fiabilité absolue, étant obligatoire en France), anti hépatite B (contamination accidentelle chez un sujet non vacciné, prévention des nouveau-nés dont la mère est porteuse du virus, et protection d'un foie greffé) et les immunoglobulines anti-RH1 (Rhophylac*), pour la prévention de la maladie hémolytique du nouveau-né.

### Facteurs de coagulation
Les déficits de la coagulation sont relativement fréquents : ce sont les hémophilies. 
Les hémophiles A sont les plus nombreux (approximativement 2 500 en France), ils sont déficitaires en facteur VIII. Viennent ensuite les hémophiles B (approximativement 600 en France) qui sont déficitaires en facteur IX. Il existe également des déficitaires en facteur de von Willebrand, en facteur IX, en facteur VII en facteur XIII.
Des concentrés de plusieurs facteurs (complexes pro-thrombiques) sont commercialisés comme antidote aux anti-vitamines K : la vitamine K entre dans la synthèse de nombreux facteurs de la coagulation. Chez les patients avec des risques cardiovasculaires, on limite les risques de formation de caillots par des anti-vitamines K. En cas de surdosage ou d’hémorragie grave, il peut être vital de rétablir rapidement la présence de l’ensemble des facteurs de coagulation. C’est donc l’indication majeure des PPSB.
Le fibrinogène et le facteur VII activé peuvent également être utilisés dans le cas d’hémorragies graves non contrôlées chez des sujets non déficitairess

### Alpha-1-antitrypsine et alpha-2-macroglobuline
Alpha 1 antitrypsine et Alpha 2 macroglobuline